# Lancia Delta
De Lancia Delta is een compacte middenklasser van de Italiaanse autofabrikant Lancia. De eerste generatie auto werd in 1979 geïntroduceerd en werd tot aan 1994 geproduceerd, de tweede generatie tussen 1993 en 1999 en de derde generatie maakte zijn eerste verschijning in 2008.

## Delta I (1979-1994)

### Kenmerken
In 1979 onthulde Lancia de gloednieuwe Delta. Het was de eerste echte compacte hatchback van het merk. Een echte voorganger had het model dan ook niet, al zou je de Beta een soort van voorganger kunnen noemen.
Het design kwam van de Italiaanse ontwerper Giugiaro, terwijl de techniek grotendeels werd overgenomen van de in 1978 voorgestelde Fiat Ritmo. De auto kreeg echter wel een andere achterwielophanging. Ook waren de motoren aangepast en leverden meer vermogen dan in de Ritmo. Het model werd alleen geleverd met vijf deuren, al kwam Lancia in 1982 met de Lancia Prisma, dat feitelijk niets meer was dan een sedan van de Delta met een andere naam.
De Delta werd al vrij snel een succes voor het merk en niet alleen in thuisland Italië. Omdat Lancia samen ging werken met het Zweedse Saab, voor onder meer het Tipo 4 project, werd de Delta in Zweden verkocht als Saab 600.
De sportieve versie van de eerste generatie Lancia Delta (de Lancia Delta (Groep A)) werd met succes ingezet in het Wereldkampioenschap Rally. Lancia greep zes keer achtereenvolgend naar de titel bij de constructeurs (1987 tot en met 1992) en drie keer bij de rijders (1988, 1989 en 1991).
Voor de openbare weg was er onder meer de Lancia Delta HF Integrale Evoluzione. Deze was voorzien van vierwielaandrijving en een 2.0 viercilinder turbo motor met 210 pk. Later kwam er een Evoluzione II, deze had in totaal 215 pk. De meesten kennen de Delta dan ook vooral van deze versie. Het was feitelijk een rallywagen voor de openbare weg.
In 1993 liep ten slotte de productie ten einde, om plaats te maken voor de tweede generatie Delta.

### Motoren

#### Benzinemotoren
| Delta (5-deurs)            | Delta (5-deurs) | Delta (5-deurs) | Delta (5-deurs) | Delta (5-deurs) | Delta (5-deurs) | Delta (5-deurs)  | Delta (5-deurs) | Delta (5-deurs) | Delta (5-deurs) | Delta (5-deurs) |
| 1980 - 1983                | 1980 - 1983     | 1980 - 1983     | 1980 - 1983     | 1980 - 1983     | 1980 - 1983     | 1980 - 1983      | 1980 - 1983     | 1980 - 1983     | 1980 - 1983     | 1980 - 1983     |
| Type                       | Motor           | Motor           | Motor           | Vermogen        | Koppel          | Overbrenging     | Aandrijving     | 0–100 km/h      | Topsnelheid     | Jaartal         |
| Type                       | Inhoud          | Cilinders       | Kleppen         | Vermogen        | Koppel          | Overbrenging     | Aandrijving     | 0–100 km/h      | Topsnelheid     | Jaartal         |
| -------------------------- | --------------- | --------------- | --------------- | --------------- | --------------- | ---------------- | --------------- | --------------- | --------------- | --------------- |
| 1300                       | 1.301 cm³       | 4-in-lijn       | 8V              | 75 pk           | 105 Nm          | 4/5-bak          | voor            | 13,5 s          | 155 km/h        | 1980 - 1983     |
| 1500                       | 1.498 cm³       | 4-in-lijn       | 8V              | 85 pk           | 123 Nm          | 5-bak            | voor            | 10,5 s          | 165 km/h        | 1980 - 1983     |
| 1983 - 1994                |                 |                 |                 |                 |                 |                  |                 |                 |                 |                 |
| 1.3                        | 1.301 cm³       | 4-in-lijn       | 8V              | 78 pk           | 105 Nm          | 5-bak            | voor            | 14,3 s          | 163 km/h        | 1983 - 1991     |
| 1.5                        | 1.498 cm³       | 4-in-lijn       | 8V              | 86 pk           | 126 Nm          | 3-traps automaat | voor            | 14,3 s          | 160 km/h        | 1983 - 1987     |
| GT                         | 1.585 cm³       | 4-in-lijn       | 8V              | 105 pk          | 135 Nm          | 5-bak            | voor            | 10,2 s          | 180 km/h        | 1983 - 1987     |
| GT i.e.                    | 1.585 cm³       | 4-in-lijn       | 8V              | 90 pk           | 123 Nm          | 5-bak            | voor            | 11,3 s          | 175 km/h        | 1987 - 1993     |
| GT i.e.                    | 1.585 cm³       | 4-in-lijn       | 8V              | 107 pk          | 135 Nm          | 5-bak            | voor            | 10,0 s          | 185 km/h        | 1987 - 1988     |
| HF Turbo                   | 1.585 cm³       | 4-in-lijn       | 8V              | 140 pk          | 191 Nm          | 5-bak            | voor            | 8,7 s           | 203 km/h        | 1985 - 1991     |
| HF Turbo                   | 1.585 cm³       | 4-in-lijn       | 8V              | 132 pk          | 196 Nm          | 5-bak            | voor            | 9,7 s           | 198 km/h        | 1991 - 1993     |
| HF Integrale               | 1.995 cm³       | 4-in-lijn       | 8V              | 181 pk          | 298 Nm          | 5-bak            | voor + achter   | 6,6 s           | 215 km/h        | 1987 - 1989     |
| HF Integrale 16V           | 1.995 cm³       | 4-in-lijn       | 16V             | 200 pk          | 304 Nm          | 5-bak            | voor + achter   | 5,7 s           | 220 km/h        | 1989 - 1991     |
| HF Integrale               | 1.995 cm³       | 4-in-lijn       | 16V             | 180 pk          | 290 Nm          | 5-bak            | voor + achter   | 6,9 s           | 212 km/h        | 1991 - 1993     |
| HF Integrale Evoluzione I  | 1.995 cm³       | 4-in-lijn       | 16V             | 210 pk          | 298 Nm          | 5-bak            | voor + achter   | 5,7 s           | 220 km/h        | 1991 - 1992     |
| HF Integrale Evoluzione II | 1.995 cm³       | 4-in-lijn       | 16V             | 215 pk          | 315 Nm          | 5-bak            | voor + achter   | 5,7 s           | 220 km/h        | 1993 - 1994     |

De Lancia Delta I is tot op heden de enige Lancia die de 'Auto van het Jaar' verkiezing heeft gewonnen, en wel in 1980.

## Delta II (1993-1999)

### Kenmerken

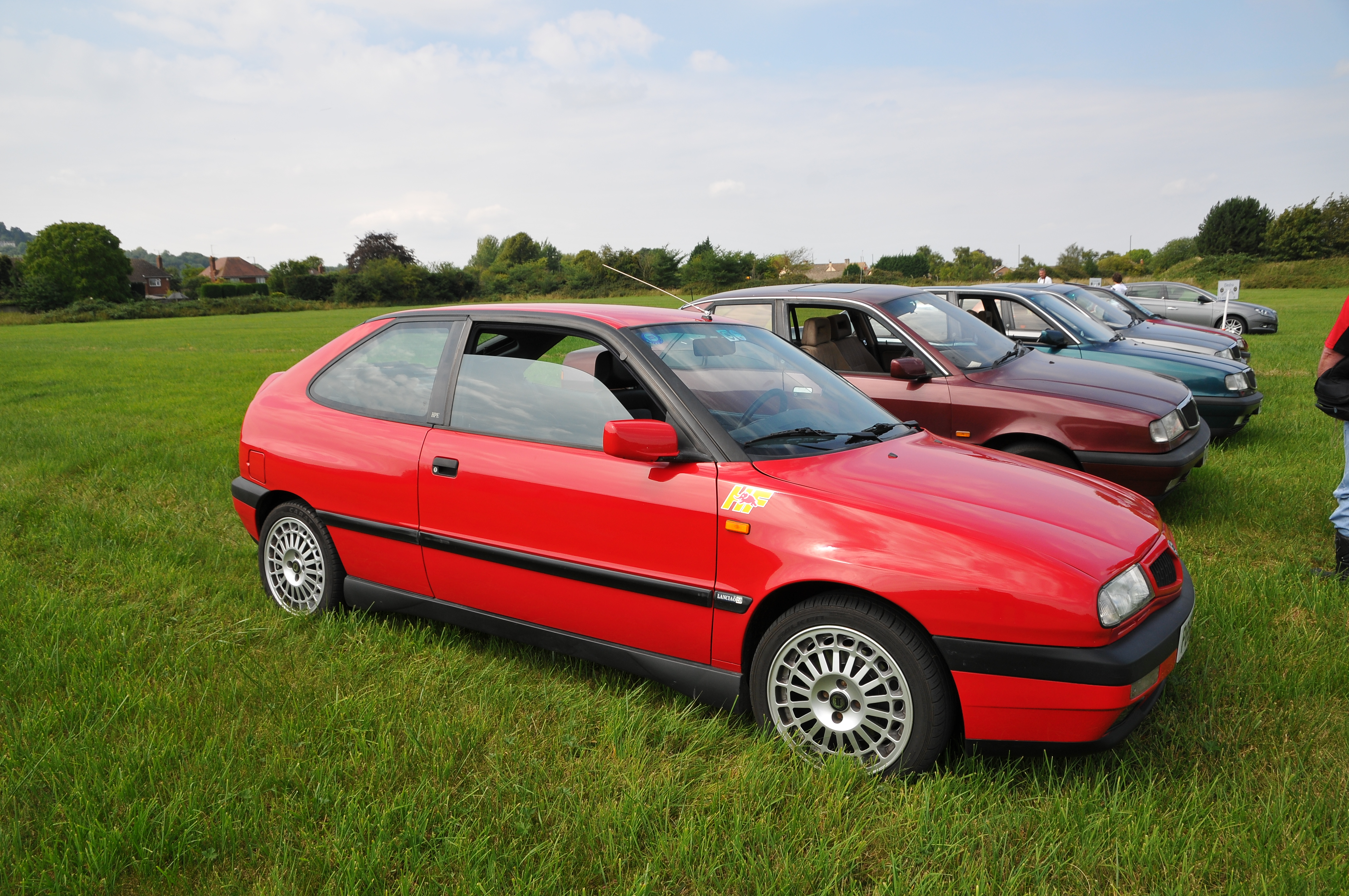
Lancia Delta HPE

In 1993 kwam Lancia met de tweede generatie Delta. Het model werd voorgesteld op de toenmalige autosalon van Genève. Net zoals bij zijn voorganger werd de techniek gebaseerd op de C-segment auto van Fiat, dit keer de Fiat Tipo. In 1995 breidde Lancia het Deltagamma uit met een 3-deurs versie, genaamd HPE (High Performance Edition). Dit was niet de eerste keer dat Lancia deze naam gebruikte, want in de jaren zeventig bood Lancia een HPE versie aan van de Beta.
Net zoals bij zijn voorganger werd er ook een sedan aangeboden, de Dedra. Deze werd echter een segment hoger geplaatst en moest zodoende (samen met een stationwagon) de concurrentie aangaan met onder meer de Audi 80/A4. De Dedra werd overigens al in 1989 geïntroduceerd als opvolger van de Prisma, maar deelt wel de meeste technieken met de Delta II.

### Motoren

#### Benzinemotoren
| Delta HPE (3-deurs) | Delta HPE (3-deurs) | Delta HPE (3-deurs) | Delta HPE (3-deurs) | Delta HPE (3-deurs) | Delta HPE (3-deurs) | Delta HPE (3-deurs) | Delta HPE (3-deurs) | Delta HPE (3-deurs) | Delta HPE (3-deurs) | Delta HPE (3-deurs) |
| 1995 - 1996         | 1995 - 1996         | 1995 - 1996         | 1995 - 1996         | 1995 - 1996         | 1995 - 1996         | 1995 - 1996         | 1995 - 1996         | 1995 - 1996         | 1995 - 1996         | 1995 - 1996         |
| Type                | Motor               | Motor               | Motor               | Vermogen            | Koppel              | Overbrenging        | Aandrijving         | 0–100 km/h          | Topsnelheid         | Jaartal             |
| Type                | Inhoud              | Cilinders           | Kleppen             | Vermogen            | Koppel              | Overbrenging        | Aandrijving         | 0–100 km/h          | Topsnelheid         | Jaartal             |
| ------------------- | ------------------- | ------------------- | ------------------- | ------------------- | ------------------- | ------------------- | ------------------- | ------------------- | ------------------- | ------------------- |
| 2.0 16v             | 1.995 cm³           | 4-in-lijn           | 16V                 | 139 pk              | 180 Nm              | 5-bak               | voor                | 9,6 s               | 206 km/h            | 1995 - 1996         |
| 2.0 16v HF Turbo    | 1.995 cm³           | 4-in-lijn           | 16V                 | 186 pk              | 290 Nm              | 5-bak               | voor                | 7,5 s               | 220 km/h            | 1995 - 1996         |
| 1996 - 1998         |                     |                     |                     |                     |                     |                     |                     |                     |                     |                     |
| 1.6 16V             | 1.581 cm³           | 4-in-lijn           | 16V                 | 103 pk              | 144 Nm              | 5-bak               | voor                | 11,0 s              | 190 km/h            | 1996 - 1998         |
| 1.8 16V VVT         | 1.756 cm³           | 4-in-lijn           | 16V                 | 130 pk              | 164 Nm              | 5-bak               | voor                | 9,4 s               | 200 km/h            | 1996 - 1998         |
| 2.0 16v HF Turbo    | 1.995 cm³           | 4-in-lijn           | 16V                 | 186 pk              | 290 Nm              | 5-bak               | voor                | 7,5 s               | 220 km/h            | 1996 - 1998         |
| 1999 - 2000         |                     |                     |                     |                     |                     |                     |                     |                     |                     |                     |
| 1.6 16V             | 1.581 cm³           | 4-in-lijn           | 16V                 | 103 pk              | 144 Nm              | 5-bak               | voor                | 11,0 s              | 190 km/h            | 1998 - 2000         |
| 1.8 16V VVT         | 1.756 cm³           | 4-in-lijn           | 16V                 | 130 pk              | 164 Nm              | 5-bak               | voor                | 9,4 s               | 200 km/h            | 1998 - 2000         |
| 2.0 16v HF Turbo    | 1.995 cm³           | 4-in-lijn           | 16V                 | 186 pk              | 290 Nm              | 5-bak               | voor                | 7,5 s               | 220 km/h            | 1998 - 2000         |

| Delta (5-deurs)       | Delta (5-deurs) | Delta (5-deurs) | Delta (5-deurs) | Delta (5-deurs) | Delta (5-deurs) | Delta (5-deurs) | Delta (5-deurs) | Delta (5-deurs) | Delta (5-deurs) | Delta (5-deurs) |
| 1994 - 1996           | 1994 - 1996     | 1994 - 1996     | 1994 - 1996     | 1994 - 1996     | 1994 - 1996     | 1994 - 1996     | 1994 - 1996     | 1994 - 1996     | 1994 - 1996     | 1994 - 1996     |
| Type                  | Motor           | Motor           | Motor           | Vermogen        | Koppel          | Overbrenging    | Aandrijving     | 0–100 km/h      | Topsnelheid     | Jaartal         |
| Type                  | Inhoud          | Cilinders       | Kleppen         | Vermogen        | Koppel          | Overbrenging    | Aandrijving     | 0–100 km/h      | Topsnelheid     | Jaartal         |
| --------------------- | --------------- | --------------- | --------------- | --------------- | --------------- | --------------- | --------------- | --------------- | --------------- | --------------- |
| 1.6 i.e.              | 1.581 cm³       | 4-in-lijn       | 8V              | 75 pk           | 125 Nm          | 5-bak           | voor            | 13,8 s          | 172 km/h        | 1993 - 1996     |
| 1.8 i.e.              | 1.756 cm³       | 4-in-lijn       | 8V              | 105 pk          | 137 Nm          | 5-bak           | voor            | 11,8 s          | 185 km/h        | 1993 - 1996     |
| 2.0 i.e. 16v          | 1.995 cm³       | 4-in-lijn       | 16V             | 139 pk          | 180 Nm          | 5-bak           | voor            | 9,6 s           | 206 km/h        | 1993 - 1996     |
| 2.0 i.e. 16v HF Turbo | 1.995 cm³       | 4-in-lijn       | 16V             | 186 pk          | 290 Nm          | 5-bak           | voor            | 7,5 s           | 220 km/h        | 1993 - 1996     |
| 1998 - 1999           |                 |                 |                 |                 |                 |                 |                 |                 |                 |                 |
| 1.6 16V               | 1.581 cm³       | 4-in-lijn       | 16V             | 103 pk          | 144 Nm          | 5-bak           | voor            | 11,0 s          | 186 km/h        | 1996 - 1999     |
| 1.8 16V               | 1.747 cm³       | 4-in-lijn       | 16V             | 113 pk          | 154 Nm          | 5-bak           | voor            | 10,3 s          | 191 km/h        | 1996 - 1998     |
| 1.8 16V VVT           | 1.756 cm³       | 4-in-lijn       | 16V             | 130 pk          | 164 Nm          | 5-bak           | voor            | 9,4 s           | 200 km/h        | 1996 - 1996     |
| 1998 - 1999           |                 |                 |                 |                 |                 |                 |                 |                 |                 |                 |
| 1.6 16V               | 1.581 cm³       | 4-in-lijn       | 16V             | 103 pk          | 144 Nm          | 5-bak           | voor            | 11,0 s          | 186 km/h        | 1998 - 2000     |
| 1.8 16V VVT           | 1.756 cm³       | 4-in-lijn       | 16V             | 130 pk          | 164 Nm          | 5-bak           | voor            | 9,4 s           | 200 km/h        | 1998 - 1999     |

#### Diesel
| Delta HPE (3-deurs) | Delta HPE (3-deurs) | Delta HPE (3-deurs) | Delta HPE (3-deurs) | Delta HPE (3-deurs) | Delta HPE (3-deurs) | Delta HPE (3-deurs) | Delta HPE (3-deurs) | Delta HPE (3-deurs) | Delta HPE (3-deurs) | Delta HPE (3-deurs) |
| 1995 - 1996         | 1995 - 1996         | 1995 - 1996         | 1995 - 1996         | 1995 - 1996         | 1995 - 1996         | 1995 - 1996         | 1995 - 1996         | 1995 - 1996         | 1995 - 1996         | 1995 - 1996         |
| Type                | Motor               | Motor               | Motor               | Vermogen            | Koppel              | Overbrenging        | Aandrijving         | 0–100 km/h          | Topsnelheid         | Jaartal             |
| Type                | Inhoud              | Cilinders           | Kleppen             | Vermogen            | Koppel              | Overbrenging        | Aandrijving         | 0–100 km/h          | Topsnelheid         | Jaartal             |
| ------------------- | ------------------- | ------------------- | ------------------- | ------------------- | ------------------- | ------------------- | ------------------- | ------------------- | ------------------- | ------------------- |
| Turbo DS            | 1.905 cm³           | 4-in-lijn           | 8v                  | 92 pk               | 186 Nm              | 5-bak               | voor                | 12,0 s              | 180 km/h            | 1995 - 1996         |
| 1996 - 1998         |                     |                     |                     |                     |                     |                     |                     |                     |                     |                     |
| Turbo DS            | 1.905 cm³           | 4-in-lijn           | 8v                  | 90 pk               | 186 Nm              | 5-bak               | voor                | 12,0 s              | 180 km/h            | 1996 - 1998         |
| 1998 - 2000         |                     |                     |                     |                     |                     |                     |                     |                     |                     |                     |
| Turbo DS            | 1.905 cm³           | 4-in-lijn           | 8v                  | 90 pk               | 186 Nm              | 5-bak               | voor                | 12,0 s              | 180 km/h            | 1998 - 2000         |

| Delta (5-deurs) | Delta (5-deurs) | Delta (5-deurs) | Delta (5-deurs) | Delta (5-deurs) | Delta (5-deurs) | Delta (5-deurs) | Delta (5-deurs) | Delta (5-deurs) | Delta (5-deurs) | Delta (5-deurs) |
| 1995 - 1996     | 1995 - 1996     | 1995 - 1996     | 1995 - 1996     | 1995 - 1996     | 1995 - 1996     | 1995 - 1996     | 1995 - 1996     | 1995 - 1996     | 1995 - 1996     | 1995 - 1996     |
| Type            | Motor           | Motor           | Motor           | Vermogen        | Koppel          | Overbrenging    | Aandrijving     | 0–100 km/h      | Topsnelheid     | Jaartal         |
| Type            | Inhoud          | Cilinders       | Kleppen         | Vermogen        | Koppel          | Overbrenging    | Aandrijving     | 0–100 km/h      | Topsnelheid     | Jaartal         |
| --------------- | --------------- | --------------- | --------------- | --------------- | --------------- | --------------- | --------------- | --------------- | --------------- | --------------- |
| Turbo DS        | 1.905 cm³       | 4-in-lijn       | 8v              | 92 pk           | 186 Nm          | 5-bak           | voor            | 12,0 s          | 180 km/h        | 1995 - 1996     |
| 1996 - 1998     |                 |                 |                 |                 |                 |                 |                 |                 |                 |                 |
| Turbo DS        | 1.905 cm³       | 4-in-lijn       | 8v              | 90 pk           | 186 Nm          | 5-bak           | voor            | 12,0 s          | 180 km/h        | 1996 - 1998     |
| 1998 - 2000     |                 |                 |                 |                 |                 |                 |                 |                 |                 |                 |
| Turbo DS        | 1.905 cm³       | 4-in-lijn       | 8v              | 90 pk           | 186 Nm          | 5-bak           | voor            | 12,0 s          | 180 km/h        | 1998 - 2000     |

In 1999 besloot Lancia om het model uit productie te nemen. Zoals wel vaker bij Italiaanse auto's kreeg het model geen echte opvolger. Die zou pas weer komen in 2008, als Lancia de Delta III in productie neemt.

## Delta III (2008-2014)

### Kenmerken
In 2008 kwam Lancia dan eindelijk met een nieuwe C-segment hatchback. Lancia was na het verscheiden van de Delta in 1999 negen jaar niet actief geweest in het grootste segment van Europa. Opnieuw baseerde Lancia de Delta op een vergelijkbare Fiat, dit keer de Bravo. Wel verlengde Lancia de wielbasis met 10 centimeter tot 2,70 m. Om de extra beenruimte die dit oplevert goed te kunnen benutten rust Lancia elke Delta standaard uit met een verschuifbare achterbank, waardoor er gekozen kan worden voor extra beenruimte of meer bagageruimte.
De sportiviteit die zijn twee voorgangers nog kenmerkte is bij de derde generatie zo goed als verdwenen. Lancia zet het model neer als een luxe, comfortabele auto. Vandaar de langere wielbasis. De introductie van dit model bracht een aantal noviteiten voor het merk mee. Zo levert Lancia de Delta met 'Magic Parking', een semiautomatisch parkeersysteem.
Speciaal voor dit model ontwikkelde Fiat Powertrain Technologies in samenwerking met General Motors een TwinTurbo versie van de 1.9 JTD Multijet-dieselmotor. Voor de Lancia Delta kreeg de motor 190 pk, voor de Saab 9-3 180 pk.

### Motoren

#### Benzinemotoren
| Delta (5-deurs) | Delta (5-deurs) | Delta (5-deurs) | Delta (5-deurs) | Delta (5-deurs) | Delta (5-deurs) | Delta (5-deurs)  | Delta (5-deurs) | Delta (5-deurs) | Delta (5-deurs) | Delta (5-deurs) |
| 2008 - 2011     | 2008 - 2011     | 2008 - 2011     | 2008 - 2011     | 2008 - 2011     | 2008 - 2011     | 2008 - 2011      | 2008 - 2011     | 2008 - 2011     | 2008 - 2011     | 2008 - 2011     |
| Type            | Motor           | Motor           | Motor           | Vermogen        | Koppel          | Overbrenging     | Aandrijving     | 0–100 km/h      | Topsnelheid     | Jaartal         |
| Type            | Inhoud          | Cilinders       | Kleppen         | Vermogen        | Koppel          | Overbrenging     | Aandrijving     | 0–100 km/h      | Topsnelheid     | Jaartal         |
| --------------- | --------------- | --------------- | --------------- | --------------- | --------------- | ---------------- | --------------- | --------------- | --------------- | --------------- |
| 1.4 T-Jet       | 1.368 cm³       | 4-in-lijn       | 16V             | 120 pk          | 206 Nm          | 6-bak            | voor            | 9,8 s           | 195 km/h        | 2008 - 2011     |
| 1.4 MultiAir    | 1.368 cm³       | 4-in-lijn       | 16V             | 140 pk          | 230 Nm          | 6-bak            | voor            | 9,2 s           | 203 km/h        | 2010 - 2011     |
| 1.4 T-Jet       | 1.368 cm³       | 4-in-lijn       | 16V             | 150 pk          | 206 Nm          | 6-bak            | voor            | 8,7 s           | 210 km/h        | 2008 - 2010     |
| 1.8 Di TurboJet | 1.742 cm³       | 4-in-lijn       | 16V             | 200 pk          | 320 Nm          | 6-traps automaat | voor            | 7,4 s           | 230 km/h        | 2009 - 2011     |
| 2011 - 2015     |                 |                 |                 |                 |                 |                  |                 |                 |                 |                 |
| 1.4 T-Jet       | 1.368 cm³       | 4-in-lijn       | 16V             | 120 pk          | 206 Nm          | 6-bak            | voor            | 9,8 s           | 195 km/h        | 2011 - 2013     |
| 1.4 MultiAir    | 1.368 cm³       | 4-in-lijn       | 16V             | 140 pk          | 230 Nm          | 6-bak            | voor            | 9,2 s           | 203 km/h        | 2011 - 2015     |
| 1.8 Di TurboJet | 1.742 cm³       | 4-in-lijn       | 16V             | 200 pk          | 320 Nm          | 6-traps automaat | voor            | 7,4 s           | 230 km/h        | 2011 - 2014     |

#### LPG-motoren
| Delta (5-deurs) | Delta (5-deurs) | Delta (5-deurs) | Delta (5-deurs) | Delta (5-deurs) | Delta (5-deurs) | Delta (5-deurs) | Delta (5-deurs) | Delta (5-deurs) | Delta (5-deurs) | Delta (5-deurs) |
| 2011 - 2015     | 2011 - 2015     | 2011 - 2015     | 2011 - 2015     | 2011 - 2015     | 2011 - 2015     | 2011 - 2015     | 2011 - 2015     | 2011 - 2015     | 2011 - 2015     | 2011 - 2015     |
| Type            | Motor           | Motor           | Motor           | Vermogen        | Koppel          | Overbrenging    | Aandrijving     | 0–100 km/h      | Topsnelheid     | Jaartal         |
| Type            | Inhoud          | Cilinders       | Kleppen         | Vermogen        | Koppel          | Overbrenging    | Aandrijving     | 0–100 km/h      | Topsnelheid     | Jaartal         |
| --------------- | --------------- | --------------- | --------------- | --------------- | --------------- | --------------- | --------------- | --------------- | --------------- | --------------- |
| 1.4 T-Jet LPG   | 1.368 cm³       | 4-in-lijn       | 16V             | 120 pk          | 206 Nm          | 6-bak           | voor            | 10,5 s          | 195 km/h        | 2012 - 2015     |

#### Diesel
| Delta (5-deurs) | Delta (5-deurs) | Delta (5-deurs) | Delta (5-deurs) | Delta (5-deurs) | Delta (5-deurs) | Delta (5-deurs)               | Delta (5-deurs) | Delta (5-deurs) | Delta (5-deurs) | Delta (5-deurs) |
| 2008 - 2011     | 2008 - 2011     | 2008 - 2011     | 2008 - 2011     | 2008 - 2011     | 2008 - 2011     | 2008 - 2011                   | 2008 - 2011     | 2008 - 2011     | 2008 - 2011     | 2008 - 2011     |
| Type            | Motor           | Motor           | Motor           | Vermogen        | Koppel          | Overbrenging                  | Aandrijving     | 0–100 km/h      | Topsnelheid     | Jaartal         |
| Type            | Inhoud          | Cilinders       | Kleppen         | Vermogen        | Koppel          | Overbrenging                  | Aandrijving     | 0–100 km/h      | Topsnelheid     | Jaartal         |
| --------------- | --------------- | --------------- | --------------- | --------------- | --------------- | ----------------------------- | --------------- | --------------- | --------------- | --------------- |
| 1.6 Multijet    | 1.598 cm³       | 4-in-lijn       | 16v             | 120 pk          | 300 Nm          | 6-bak / 6-traps semi-automaat | voor            | 10,7 / 10,7 s   | 194 / 194 km/h  | 2008 - 2011     |
| 2.0 Multijet    | 1.956 cm³       | 4-in-lijn       | 16v             | 165 pk          | 360 Nm          | 6-bak                         | voor            | 8,5 s           | 214 km/h        | 2008 - 2011     |
| 1.9 Multijet    | 1.910 cm³       | 4-in-lijn       | 16v             | 190 pk          | 400 Nm          | 6-bak                         | voor            | 7,9 s           | 222 km/h        | 2008 - 2011     |
| 2011 - 2015     |                 |                 |                 |                 |                 |                               |                 |                 |                 |                 |
| 1.6 Multijet    | 1.598 cm³       | 4-in-lijn       | 16v             | 105 pk          | 300 Nm          | 6-bak                         | voor            | 11,3 s          | 186 km/h        | 2011 - 2014     |
| 1.6 Multijet    | 1.598 cm³       | 4-in-lijn       | 16v             | 120 pk          | 300 Nm          | 6-bak / 6-traps semi-automaat | voor            | 10,7 / 10,7 s   | 194 / 194 km/h  | 2011 - 2014     |
| 2.0 Multijet    | 1.956 cm³       | 4-in-lijn       | 16v             | 165 pk          | 360 Nm          | 6-bak                         | voor            | 8,5 s           | 214 km/h        | 2011 - 2012     |
| 1.9 Multijet    | 1.910 cm³       | 4-in-lijn       | 16v             | 190 pk          | 400 Nm          | 6-bak                         | voor            | 7,9 s           | 222 km/h        | 2011 - 2012     |

### Chrysler Delta

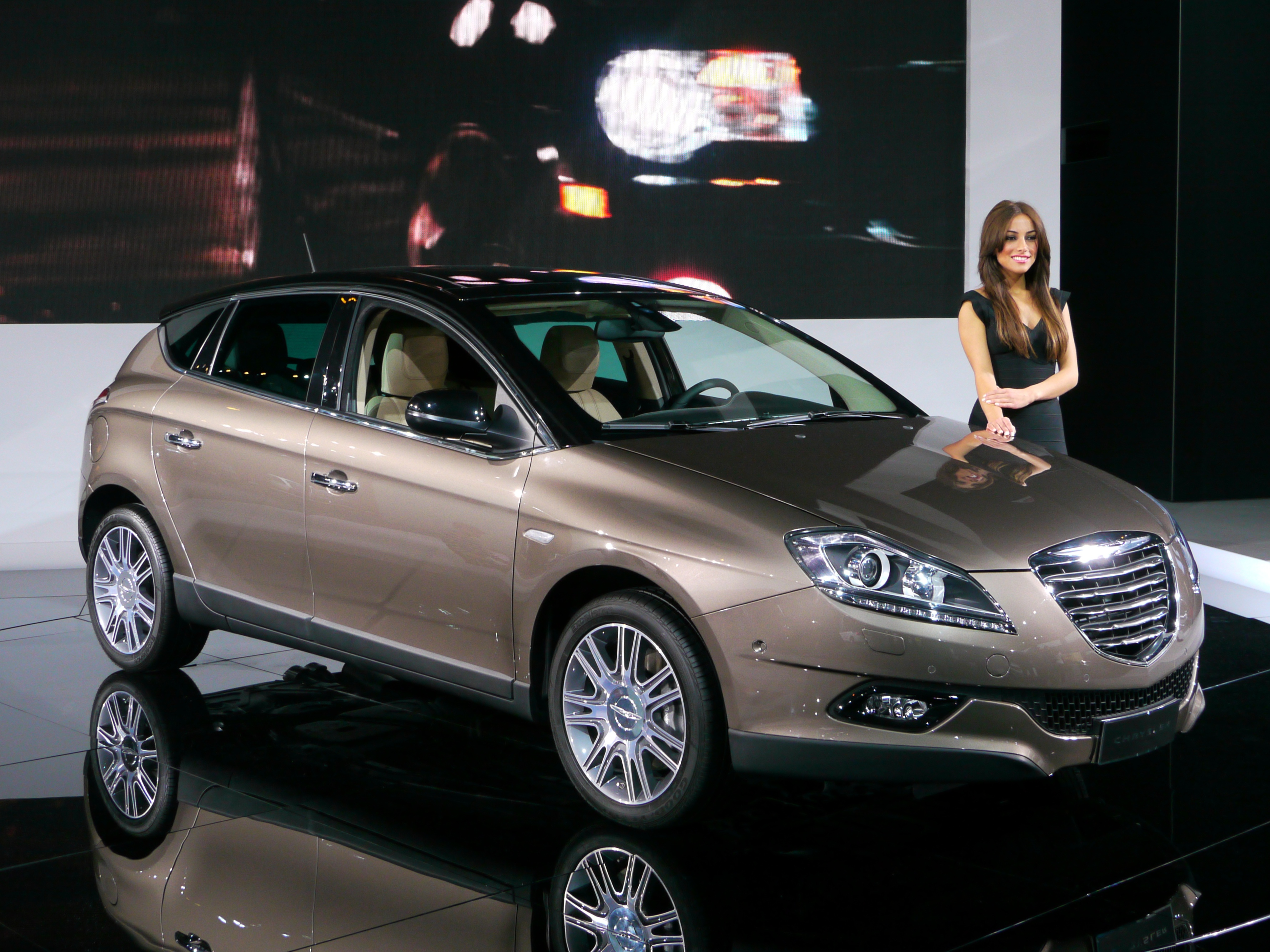
Chrysler Delta op de Chicago Auto Show in 2010.

Nadat duidelijk werd dat Lancia en Chrysler samen verder zullen gaan, is besloten de Delta als Chrysler in zowel Ierland als het Verenigd koninkrijk te gaan verkopen. Lancia is daar zelf niet aanwezig, Chrysler was dat al wel. In Noord-Amerika zal het model vooralsnog niet worden aangeboden, aangezien ze daar liever sedans rijden dan hatchbacks.
De productie van de Delta stopte in augustus 2014.
Huidige modellen:
Ypsilon
Recente modellen:
Dedra · 
Delta · 
Flavia · 
K · 
Lybra ·
Musa · 
Phedra ·
Prisma · 
Thema · 
Thesis · 
Trevi ·
Voyager - 
Y · 
Y10 · 
Z
Historische modellen na de Tweede Wereldoorlog:
2000 · 
Appia · 
Aurelia · 
Beta · 
D20 · 
D23 · 
D24 · 
D25 · 
D20 · 
Flaminia · 
Flavia · 
Fulvia · 
Gamma · 
Stratos
Historische modellen tijdens het Interbellum:
12 cil V · 
Aprilia · 
Ardea · 
Artena · 
Astura · 
Augusta · 
Dikappa · 
Dilambda · 
Kappa · 
Lambda · 
Trikappa
Historische modellen voor de Eerste Wereldoorlog:
Alfa · 
Beta 15/20HP · 
Dialfa · 
Didelta · 
Delta 20/30HP · 
Epsilon · 
Eta · 
Gamma 20HP · 
Theta · 
Zeta 12/15HP